# Perevàlivka
Perevàlivka (en (ucraïnès): Перевалівка, en rus: Переваловка, Perevàlovka) és un poble de la República Autònoma de Crimea a Ucraïna, que el 2014 tenia 776 habitants. Pertany al districte de Sudak. Fins al 1945 la vila es deia Elbuzlí.